# Czarny kot (nowela)
Czarny kot (ang. The Black Cat) – nowela Edgara Allana Poego. Po raz pierwszy została opublikowana 19 sierpnia 1843 roku na łamach The Saturday Evening Post. Jest to psychologiczne studium winy, często łączone analitycznie z innym utworem Poego pt. Serce oskarżycielem. W obu przypadkach, morderca skrupulatnie ukrywa swoją zbrodnię i myśli, że pozostanie bezkarny, lecz koniec końców załamuje się i ujawnia swoje przestępstwo, prześladowany przez dokuczliwe wspomnienia własnej winy.

## Opis fabuły
Historia prezentowana jest z perspektywy narracji pierwszoosobowej, z anonimowym narratorem. Opowiada on, że od najmłodszych lat kochał zwierzęta. On i jego żona posiadają ich wiele, włączając w to dużego czarnego kota Plutona. Narrator i zwierzę są sobie wyjątkowo bliscy. Ich wspólna przyjaźń trwa kilka lat, do momentu gdy popada on w alkoholizm. Pewnej nocy, gdy
przychodzi do domu pijany, zauważa, że kot stara się go unikać. Gdy próbuje go złapać, przestraszone zwierzę gryzie go. Ten
w napadzie szału chwyta go, wyciąga nóż z kieszeni i umyślnie wydłubuje kotu oko.
Od tego momentu kot ucieka z przerażeniem na widok swojego pana. Początkowo narrator ma wyrzuty sumienia i żałuje swojego
okrucieństwa. Ale to uczucie szybko ustępuje miejsca irytacji. Pewnego razu zabiera on zwierzę na zewnątrz i wiesza je na drzewie, gdzie umiera. W nocy jego dom ogarnia tajemniczy pożar, który zmusza narratora, jego żonę i służbę do ucieczki.
Gdy następnego dnia wraca do ruin swojej posiadłości, spostrzega na jedynej ścianie, która ocalała, figurę gigantycznego
kota, powieszonego na linie.
Początkowo jest przerażony, ale stopniowo, wymyśla logiczne wyjaśnienie do tej sytuacji i zaczyna tęsknić za Plutonem. Po
pewnym czasie znajduje on w tawernie podobnego kota. Jest takiej samej wielkości i ma taki sam kolor sierści jak Pluton, także brakuje mu jednego oka. Jedyną różnicą jest duża biała łata na brzuchu zwierzęcia. Narrator zabiera je do domu, lecz szybko zaczyna czuć odrazę, a nawet strach wobec kota. Plama na brzuchu zwierzęcia zaczyna nabierać kształtów, a narrator widzi w niej obraz szubienicy.
Następnie, gdy narrator i jego żona odwiedzają piwnicę w ich nowym domu, kot wchodzi pod nogi swojego pana, tak, że ten niemal spada ze schodów. W napadzie szału, bierze do ręki siekierę i próbuje zabić zwierzę, lecz jego żona go powstrzymuje. Rozwścieczony rozbija głowę żony. Aby ukryć jej ciało, usuwa cegły ze ściany, chowa tam zwłoki i ponownie zamurowuje całość. Gdy zaalarmowana policja przychodzi do domu, nic nie znajduje. Kot, którego narrator chciał uśmiercić, przepadł. Ostatniego dnia śledztwa, narrator towarzyszy policji w piwnicy. Pewny swojego bezpieczeństwa, komentuje solidność budynku i puka w miejsce, gdzie schował ciało swojej żony. Nieludzki odgłos wypełnia wtedy pomieszczenie. Zaniepokojeni policjanci burzą mur i znajdują ciało jego żony. Na jej głowie, ku przerażeniu narratora, znajduje się piszczący czarny kot. Zamurowałem potwora w mogilnej wnęce – dodaje.

## Analiza
Tak samo jak w noweli Serce oskarżycielem, narrator w Czarnym kocie jest w wątpliwym stanie psychicznym. Na początku historii mówi, że faktycznie musiałby on osiągnąć stan szaleństwa, jeśliby miał oczekiwać od czytelnika, że ten uwierzy w historię, dając do zrozumienia, że został już oskarżony o szaleństwo. Czarny kot zawiera twarde potępienie alkoholizmu. Czyny narratora są spowodowane działaniem alkoholu, wrogiem, który niszczy jego osobowość. W noweli da się także dostrzec skłonność do opisu zła samego w sobie. Narrator wie, że zwierzęta są niewinne, właśnie dlatego je kocha, jednak daje się porwać i gnębić duchowi przekory, aż zabija w afekcie swoją żonę.

## Aluzje
Użycie przez pisarza motywu czarnego kota prowokuje skojarzenia z różnymi przesądami, np. przesąd przytoczony przez żonę narratora, że wszystkie koty są wiedźmami w przebraniu. Tytułowy kot ma imię Pluton po rzymskim bogu podziemi.

## Motywy
- Sobowtór – także w noweli William Wilson
- Wina – również w utworze Serce oskarżycielem.

## Publikacja
Czarny kot został opublikowany 19 sierpnia 1843 roku na łamach The Saturday Evening Post. W tym czasie publikacja nosiła
tymczasowy tytuł United States Saturday Post. Czytelnicy zareagowali pozytywnie na nowelę, co dało początek różnym parodiom,
wliczając w to The Ghost of the Grey Tadpole autorstwa Thomasa Dunna Englisha.

## Adaptacje

### Film
- 1934 – Maniac (reż. Dwain Esper, występują: William Woods, Horace B. Carpenter, Ted Edwards
- 1934 – Czarny kot (The Black Cat) (reż. Edgar G. Ulmer, występują: Boris Karloff, Béla Lugosi, David Manners)
- 1941 – Czarny kot (The Black Cat) (reż. Albert S. Rogell, występują: Basil Rathbone, Hugh Herbert, Broderick Crawford, Béla Lugosi)
- 1962 – Tales of Terror (reż. Roger Corman, występują: Vincent Price, Peter Lorre, Basil Rathbone)
- 1972 - Il tuo vizio è una stanza chiusa e solo io ne ho la chiave (Your Vice Is a Locked Room and Only I Have the Key(inne języki)) (reż. Sergio Martino, występują: Luigi Pistilli, Anita Strindberg, Edwige Fenech)
- 1981 – Czarny kot (The Black cat) (reż. Lucio Fulci)
- 1990 – Two Evil Eyes (reż. Dario Argento)
- 2007 – Czarny kot – jeden z odcinków serialu Mistrzowie horroru (Masters of Horror) (reż: Stuart Gordon)

### Literatura
- 1970 – The Guinea Pigs – Ludvík Vaculík

### Muzyka
- Voodoo Church – Eyes (Second Death)